# Vida Alves
Vida Amélia Guedes Alves (15 tháng 4 năm 1928 – 3 tháng 1 năm 2017) là một nữ diễn viên người Brazil và là người tiên phong của truyền hình Brazil sớm có sự nghiệp kéo dài hơn bảy mươi năm. Năm 1951, Alves đã làm nên lịch sử khi cô và nam diễn viên Walter Forster thực hiện nụ hôn trên màn hình đầu tiên được phát trên truyền hình Brazil trên loạt phim telenovela đầu tiên, Sua Vida Me Pertence. Năm 1963, Alves một lần nữa làm nên lịch sử truyền hình bằng cách chia sẻ nụ hôn đồng tính đầu tiên được chiếu trên truyền hình Brazil với nữ diễn viên Geórgia Gomide trên chương trình teleteatro, TV de Vanguarda.
Ngoài ra, Vida Alves đã đồng sáng lập Associação dos Pioneiros da Televisão hoặc Hiệp hội những người tiên phong truyền hình, vào năm 1995 và điều hành Museu da Televisão Brasileira từ nhà của bà ở São Paulo.

## Tiểu sử
Vida Alves sinh ngày 15 tháng 4 năm 1928 tại Itanhandu, một thành phố khai thác ở Minas Gerais. Cô chuyển đến thành phố São Paulo để theo đuổi diễn xuất. Vida Alves bắt đầu sự nghiệp phát thanh trước khi chuyển sang vai trò điện ảnh và phim truyền hình sớm. Các vai diễn trong phim của cô bao gồm Paixão Tempestuosa năm 1954 và A Pequena Órfã năm 1973.
Vida Alves được chọn vào vai Sua Vida Me Pertence, telenovela đầu tiên của Brazil và là người tiên phong của thể loại truyền hình, ra mắt trên TV Tupi năm 1951. Cô đóng chung trong loạt phim với Walter Forster, một diễn viên cũng là đạo diễn của TV Tupi. Năm 1951, Alves và Forster đã chia sẻ nụ hôn trên màn hình đầu tiên được phát trên truyền hình Brazil. Alves và Forster đã diễn tập lại cảnh của họ trong phòng khách của cô dưới chiếc đồng hồ của chồng cô, Gianni Gasparinetti, người đã cho phép anh ta. Alves và Gasparinetti là cặp vợ chồng mới cưới vào thời điểm đó và Forster là bạn thân của cặp đôi. Theo Alves, người đã nói về các cảnh trong một cuộc phỏng vấn tháng 12 năm 2016: "Chúng tôi [Cô và Forster] sống rất gần, một khối đi... Đó là một nụ hôn kỹ thuật. Walter Foster xuất hiện trước nhà tôi và nói, 'Hãy tập lại.' Chồng tôi nghĩ đó là một điều kỳ lạ, nhưng anh ấy đã đồng ý ". Nụ hôn lịch sử của Alves được thực hiện trực tiếp trên truyền hình và không được ghi âm, vì vậy thật không may, không có bản sao nào của nụ hôn trên màn hình đầu tiên của Brazil còn tồn tại.
Vida Alves cho rằng các phim telenovela đời đầu được phát sóng vào những năm 1950 "đơn giản" hơn so với loạt phim ngày nay, vì các chương trình chỉ được phát hai hoặc ba lần mỗi tuần, thay vì phát sóng các tập hàng ngày.